# 北墨尔本 (维多利亚州)
北墨尔本是位于澳大利亚墨尔本的一个郊区，在墨尔本中央商业区西北两公里处。北墨尔本行政上属于墨尔本市辖区，根据2011年的人口普查，共有11,755名居民在此居住。其以区内的大量维多利亚式建筑和与西墨尔本共同举办的春季狂歡節而著名，主要的旅游景点有北墨尔本前区政厅以及原为肉品市場(Meat Market)的藝術之家(Arts House)等。
北墨尔本西面被墨尔本城市高速包围，南临维多利亚街，东临皮尔街和奥康纳尔街，北面是弗莱明顿路，中心区域位于艾羅街区政厅段。北墨尔本区域原称霍瑟翰(Hotham)，最初是一个工人阶级聚集区。现在区域内的维多利亚式建筑、商业区和旧工业区开始进行整修，北墨尔本日益绅士化。